# Crazy on You
Crazy on You è un singolo del gruppo rock statunitense Heart, pubblicato nel 1976 ed estratto dall'album Dreamboat Annie.